# Michael Johann von Althann
Michael Johann von Althann (ur. 5 kwietnia 1710, zm. 16 grudnia 1778) – austriacki arystokrata z rodu Althannów.
Ożenił się w:
- 1733 z hrabiną Agnes von Promnitz (1712–1739);
- 1740 w Wiedniu z hrabiną Marią Josefą Kinsky (1724–1754);
- 1754 z Marią Josefą von Barwitz von Fernemont (1725–1758);
- 1758 z hrabiną Marią Christiną Julianą von und zu Wildenstein (1727–1794)[1].